# عبد العزيز بن علي الحربي
عبد العزيز بن علي الحربي (ولد 1965 م) عالم سعودي في اللغة وعلوم العربية، وأستاذ القراءات والتفسير بجامعة أم القرى، ومؤسس مجمع اللغة العربية على الشبكة العالمية ورئيسه.

## السيرة العلمية
- حاصل على درجة البكالوريوس من الجامعة الإسلامية كلية القرآن الكريم والدراسات الإسلامية عام 1409 هـ، وكان الأول في جميع مراحلها.
- حاصل على درجة الماجستير من جامعة أم القرى عام 1418 هـ من قسم الكتاب والسنة بدرجة ممتاز.
- حصل على درجة الدكتوراه في قسم الكتاب والسنة عام 1421 هـ جامعة أم القرى بدرجة ممتاز.

## العمل
- عُين على درجة أستاذ مساعد بمعهد البحوث العلمية وإحياء التراث الإسلامي عام 1421هـ.
- ترقّى إلى أستاذ مشارك عام 1426هـ.
- ترقّى إلى رتبة أستاذ عام 1435هـ.
- عُيّن مديرا لمركز إحياء التراث الإسلامي عام 1425هـ، لفترتين، ثم عين عام 1430 هـ مرة ثالثة مديرا للمركز، تلتها فترة رابعة.
- قام بتدريس توجيه القراءات، والقرآن، والتجويد، ومادة الفقه، ودراسات لغوية من القرآن الكريم، ومادة علوم القرآن، وفنّ الصرف بكلية الدعوة وأصول الدين ومعهد اللغة العربية، والقرآن والتجويد، والفرائض، وفن الإنشاء والخطابة، والخط العربي بالحرم المكي بمعهد الحرم.
- عضو في المجلس العلمي بجامعة أم القرى لفترتين متواليتين.
- شارك في عدد من المؤتمرات داخل المملكة وخارجها.
- يشارك بصفة منتظمة بالكتابة في عدد من الصحف والمجلات السعودية.
- أسهم في تقديم موضوعات في اللغة والتفسير في الإذاعة والتلفاز، منها برنامج أضواء البيان.
- مُجاز بالسند المتصل في القراءات العشر من المقرئ الشيخ أحمد عبد العزيز الزيات، والشيخ محمود سيبويه البدوي.
- قرأ عليه كثير من أهل العلم في القراءات، والتفسير، واللغة، وعلوم الحديث، والعقيدة، والفقه وأصوله، والمنطق، وحصل عدد منهم على الإجازة في القراءات وغيرها.

## له عدد من الكتب منها
1. ما هبَّ ودبَّ (في المعارف العامة).
2. زبدةُ الألفية (ألفية ابن مالك، في النحو).
3. الكفاية في العقيدة والفرق والمذاهب.
4. الهداية إلى معاني أبيات الكفاية.
5. تفاصيل الجمل (شرح لامية ابن الوردي).
6. توجيه مشكل القراءات العشرية الفرشية لغة وتفسيرًا وإعرابًا (رسالة الماجستير).
7. تحقيق جزء من تفسير النسفي (وهو أطروحة الدكتوراة، لم يطبع).
8. الشرح الميسر على ألفية ابن مالك.
9. أيسر الشروح على متن الآجرومية.
10. استبرق الديباج والحرير نظم كتاب الضعفاء الصغير.
11. وجه النهار الكاشف عن معاني كلام الواحد القهار.
12. شرح الاستبرق.
13. لحن القول (تصويب وتغليط الألفاظ وجمل شائعة).
14. البلاغة الميسَّرة.
15. القَرعبلانة في فن الصرف.
16. تحزيب القرآن.
17. بين الصدفين (ديوان خطب).
18. المصفى في فقه الأحكام.
19. خاطرات.
20. مفاتح المقصورة (شرح مقصورة ابن دريد الأزدي).
21. الموازنة بين الألفيتين (ألفية العراقي وألفية السيوطي في علوم الحديث).
22. سبع ورقات في البحث العلمي.
23. وقف التجاذب (المعانقة) في القرآن الكريم.
24. معاني الروح في القرآن الكريم.
25. جدوى التعريفات الاصطلاحية في علوم الشريعة والعربية.
26. سكتات حفص في القرآن الكريم وتوجيهها من طريق الشاطبية.
27. أثر اختلاف القراءات القرآنية في الوقف والابتداء.
28. الماوردي وتفسيره (النكت والعيون).
29. الخوف في حياة موسى عليه السلام.
30. المصافحة باليدين.
31. العجوز (نظم في الألفاظ المشتركة).
32. شرح نظم العجوز.
33. الملخِّص لفتاوى شيخ الإسلام ابن تيمية.
34. ذات الأكمام (مقامات أدبية).
35. قواعد العلوم.
36. القول المبين في المتلول للجبين.
37. الحجّ.. مرة واحدة في العمر.
38. فتاوى في اللغة والتفسير.
39. ألغاز.
40. شرح الرَّحبية.
41. التعليق على طوق الحمامة.
42. السفر الثاني من (ما هبَّ ودبّ).
43. خبايا النفوس.
44. من جانب الوادي (ديوان خطب).
45. قراطيس (يجمع أربعة بحوث).
46. معاني حروف المعجم (نظم وشرح).
47. المدهشة: وهو نظم (شعر تعليمي) مع شرحه، احتوى على معارف لغوية وعامة.[3]
48. النصيب المفروض من علم العروض. 2018.[4]
49. زاد من معاد: خطب جمع في البلد الأمين. 2021.
50. الفتاوي القصار. 2021.
51. السرى إلى لامية الشنفرى. 2021.
52. مسامرة على السلم: شرح لسلم الأخضري في علم المنطق. 2021.

## برامجه في قناة المجمع
1. نثر الألفية.
2. المنتقى من الفتاوى.
3. إعراب القرآن.
4. معاني القراءات المتواترة والشاذة.
5. تذكرة.
6. قبسات
7. برنامج «أضواء البيان» على الهواء مباشرة من إذاعة نداء الإسلام، عند الرابعة من عصر كلِّ خميس، والبرنامج يكشف عن أسرار العربية والبيان من خلال القرآن الكريم، وكلام البلغاء.

يعمل الآن أستاذا بمعهد البحوث العلمية وإحياء التراث الإسلامي بجامعة أم القرى بمكة المكرمة. وخطيبا بجامع الزايدي بحي التخصصي منذ أكثر من عشرين عاما، ومستشارًا بلجنة إصلاح ذات البين التابعة لإمارة مكة المكرمة، ورئيسا لمجمع اللغة العربية على الشبكة العالمية ورئيسًا لتحرير مجلة المجمع.
وكان له دروس علمية منتظمة منها: درس في قصص القرآن، ودرس في شمائل الرسول، صلى الله عليه وسلم، ودرس في ألفية ابن مالك، ودروس أخرى في القراءات.
وله درس في فقه الأحكام بعد صلاة الجمعة بجامع الزايدي، وله كذلك دروس لغوية وتربوية على قناة المجمع.

## الجوائز
نال في 21 سبتمبر 2022 جائزة مجمع الملك سلمان العالمي للغة العربية في فرع نشر الوعي اللغوي.